# Лелешть (Васлуй)
Лелешть, Лелешті (рум. Lălești) — село у повіті Васлуй в Румунії. Входить до складу комуни Пуєшть.
Село розташоване на відстані 249 км на північний схід від Бухареста, 29 км на південний захід від Васлуя, 76 км на південь від Ясс, 125 км на північ від Галаца.

## Населення
За даними перепису населення 2002 року у селі проживали 518 осіб, усі — румуни. Усі жителі села рідною мовою назвали румунську.